# تپه ننه پیرکندی
تپه ننه پیرکندی مربوط به سدهٔ ۴ تا ۶ و ۸ تا ۱۰ ه.ق است و در شهرستان خوی، بخش ایواوغلی، دهستان ایواوغلی، روستای پیرکندی واقع شده و این اثر در تاریخ ۷ اسفند ۱۳۸۵ با شمارهٔ ثبت ۱۷۶۹۶ به‌عنوان یکی از آثار ملی ایران به ثبت رسیده است.